# 賈爾馬塔鄉

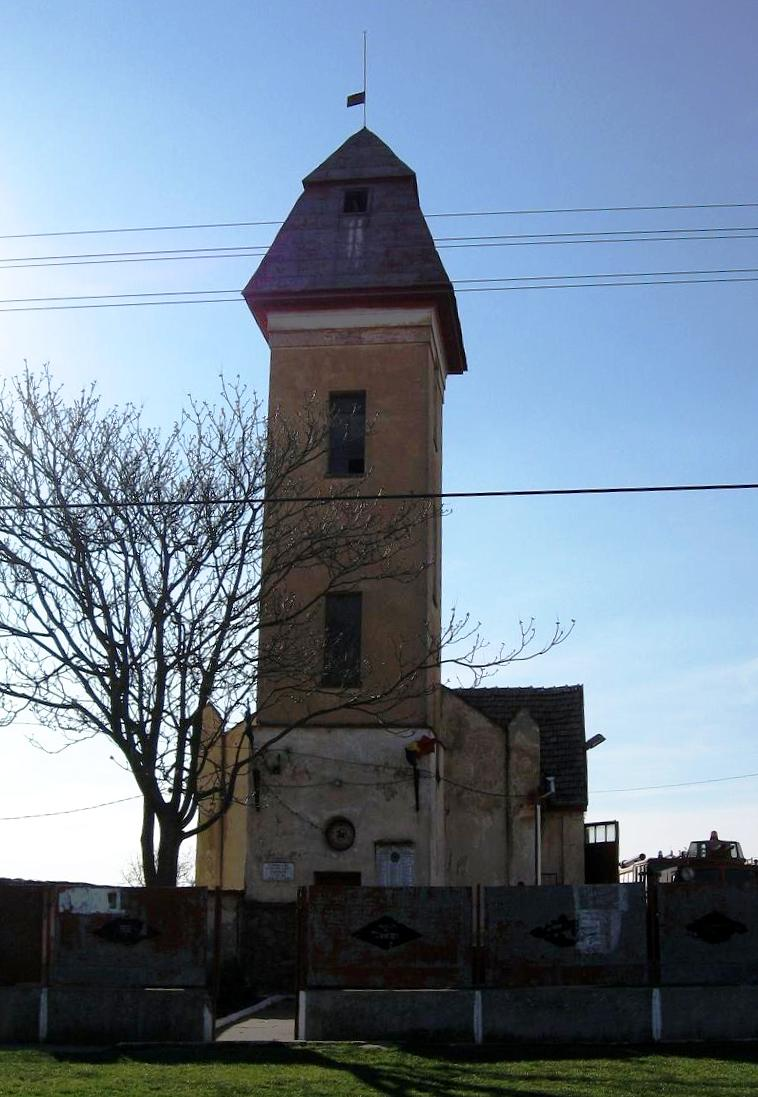

45°50′N 21°19′E / 45.833°N 21.317°E
賈爾馬塔鄉（羅馬尼亞語：Comuna Giarmata, Timiș），是羅馬尼亞的鄉份，位於該國西部，由蒂米什縣負責管轄，面積73平方公里，海拔高度123米，2002年人口5,869，人口密度每平方公里80人。